# La Maxi Dépouille
La Maxi Dépouille è un mixtape del gruppo Rap Sexion d'Assaut.

## Tracce
1. Intro (Freestyle) – 3:18
2. 8 Mesures Avec Le Flow – 2:31
3. Avant La Trentaine – 4:41
4. La Jack Mesrimes – 4:21
5. Gang Yaba Gang – 4:15
6. Dernière Épreuve – 4:29
7. Où Va Le Monde – 4:22
8. Trahison (feat. Xgangs) – 3:59
9. Le Ghetto S'Exprime – 2:50
10. Cœur Ouvert – 5:14
11. L'Effet Miroir – 4:01
12. La Rue M'A Bercé – 4:12
13. J'Sais Pas – 4:21
14. C'Est Mort – 2:52
15. Jusqu'À La Fin – 4:49
16. Ligue Des Chiens – 3:11
17. Pyramides – 4:52
18. Mon Monde – 4:09
19. Ville De La Tentation – 4:44
20. Manque De Pot – 4:10
21. Passionnel – 3:32
22. On Est Al (feat. LAS) – 3:30
23. Help! – 3:42
24. Comment Veux-Tu – 4:20
25. Interdit En Radio (feat. Intouchables) – 3:49
26. Plus Rien Ne M'Effraie – 3:34
27. Nid De Guêpes – 3:52
28. Maquette À L'Ancienne – 5:38
29. Freestyle À L'Ancienne – 5:26
30. Freestyle Radio – 9:00